# Typhlops amoipira
Typhlops amoipira là một loài rắn trong họ Typhlopidae. Loài này được Rodrigues & Juncá mô tả khoa học đầu tiên năm 2002.